# Setge de Gibraltar (1309)
El setge de Gibraltar de 1309 fou una empresa bèl·lica que va tenir lloc l'any 1309, durant el regnat de Ferran IV de Castella en el transcurs de la Reconquesta.
Es desconeix quan va començar el setge de Gibraltar de 1309, encara que la ciutat va capitular davant les tropes del rei Ferran IV de Castella el 12 de setembre de 1309. En el setge va destacar la participació d'Alonso Pérez de Guzmán, senyor de Sanlúcar de Barrameda, Joan II Nunyez de Lara, senyor de Lara i Albarrasí, i de les milícies de la ciutat de Sevilla.

## Antecedents
El 19 de desembre de 1308, Ferran IV de Castella i els ambaixadors aragonesos Bernat de Sarrià i Gonzalo García, en nom de Jaume el Just van rubricar el tractat d'Alcalá de Henares. Ferran IV, que comptava amb el suport del seu germà, l'infant Pere de Castella i de Molina, de Diego López V d'Haro, l'arquebisbe de Toledo i del bisbe de Zamora, va acordar iniciar la guerra contra l'Emirat de Gharnata el 24 de juny de 1309 i es va comprometre, igual que Jaume el Just, a no signar una pau per separat amb el monarca granadí. El rei castellà i l'aragonès aportarien deu galeres cadascú a l'expedició. Es va aprovar amb l'anuència de les dues parts que les tropes del regne de Castella i Lleó atacarien les places d'Algesires i Gibraltar, mentre que els aragonesos conquistarien la ciutat d'al-Mariyya.
Ferran IV de Castella es va comprometre a cedir una sisena part del regne de Granada a Jaume el Just, concedint com avançament el regne d'al-Mariyya en la seva totalitat, tret les places de Bedmar, Locubin, Alcaudete, Quesada i Arenas, que havien format part del regne de Castella i Lleó, i si el regne d'al-Mariyya no es corresponia amb la sisena part del regne de Granada, l'arquebisbe de Toledo i Ramon Despont, el bisbe de València serien els encarregats de resoldre les deficiències del càlcul. El tractat d'Alcalá de Henares van suposar una notable ampliació dels futurs límits del regne d'Aragó en territori peninsular respecte als previstos en els tractats de Cazorla i Almizra. A més, Ferran IV va atorgar el seu consentiment perquè Jaume II d'Aragó negociés una aliança amb Abu-r-Rabí Sulayman ibn Yússuf, el rei del Marroc. La concessió al regne d'Aragó d'una part tan extensa de l'Emirat de Gharnata va motivar que l'infant Joan de Castella i d'Aragó i Joan Manuel de Castella protestessin contra la ratificació del tractat, encara que aquesta protesta no va tenir conseqüències.
Després de la signatura del tractat d'Alcalá de Henares, els reis de Castella i Aragó van enviar ambaixadors a la Cort d'Avinyó, per tal de demanar al Papa Climent V que concedís la condició de croada a la lluita contra els musulmans del sud de la península Ibèrica, i perquè concedís la necessària dispensa per a la celebració del matrimoni entre la infanta Elionor de Castella, filla primogènita i hereva de Ferran IV, i l'infant Jaume d'Aragó, fill i hereu de Jaume II el Just, al que Climent V va donar la dispensa necessària abans de l'arribada dels ambaixadors a Avinyó, on el 24 d'abril de 1309 va autoritzar la predicació de la croada en els dominis del rei Jaume II d'Aragó, i va atorgar a l'empresa els delmes que havien estat destinats a la conquesta de Còrsega i Sardenya mitjançant la butlla "Indesinentis curi".
En les Corts de Castella de 1309, en les quals van estar presents Ferran IV i la reina Maria de Molina, els infants Pere, Felip de Castella i de Molina i Joan de Castella i d'Aragó, Joan Manuel de Castella, Joan II Nunyez de Lara, Diego López V d'Haro, Alfons Téllez de Molina, germà de la reina, l'arquebisbe de Toledo, el Mestres de l'Orde de Sant Jaume i Garci López de Padilla, mestre de l'Orde de Calatrava, els representants de les ciutats i consells, i altres nobles i prelats, el rei va manifestar el seu desig d'anar a la guerra contra l'Emirat de Gharnata, alhora que demanava subsidis per poder fer la guerra. Es van aprovar la concessió de cinc serveis, destinats a pagar les soldades.
Nombrosos magnats del regne, encapçalats per l'infant Joan de Castella i d'Aragó i Joan Manuel de Castella, es van oposar al projecte de prendre la ciutat d'Algesires, ja que preferien realitzar una campanya de saqueig i devastació en la Vega de Granada. A més, l'infant Joan es trobava ressentit amb el rei a causa de la negativa d'aquest últim a lliurar-li el municipi de Ponferrada, i Joan Manuel de Castella, tot i que desitjava fer la guerra a l'Emirat de Gharnata des de les seves terres murcianes, va ser obligat per Ferran IV a participar al costat dels seus en el setge d'Algesires.
El Mestre de l'Orde de Calatrava va realitzar una incursió a la frontera i va obtenir un considerable botí, i el dia 13 de març de 1309 el bisbe de Cartagena, comptant amb l'aprovació del capítol catedralici de Cartagena, es va apoderar de la vila i del castell de Lubrín, que posteriorment li serien donats per Ferran IV. Acabades les Corts de Madrid, el rei es va dirigir a Toledo, on va esperar que se li unissin les seves tropes, alhora que deixava a la seva mare, la reina Maria de Molina, a càrrec del govern del regne, confiant-li la custòdia dels segells.

## Mobilització cristiana
En la campanya van intervenir l'infant Joan de Castella i d'Aragó, Joan Manuel de Castella, Diego López V d'Haro, senyor de Biscaia, Joan II Nunyez de Lara, senyor Lara, Alonso Pérez de Guzmán, Fernán Ruiz de Saldaña, i altres magnats i rics homes castellans. També van prendre part en l'empresa les milícies concejiles de Salamanca, Segòvia, Sevilla, i d'altres ciutats.
Per la seva banda, el rei Dionís I de Portugal, sogre de Ferran IV de Castella, va enviar un contingent de 700 cavallers a les ordres de Martín Gil de Sousa, Alferes del rei de Portugal, i Jaume II d'Aragó va aportar a l'expedició contra Algesires deu galeres. El Papa Climent V, mitjançant la butlla  "Prioribus, decanis" , emesa el dia 29 d'abril de 1309 a la ciutat d'Avinyó, va concedir a Ferran IV de Castella la desena part de totes les rendes eclesiàstiques dels seus regnes durant tres anys, per tal de contribuir al sosteniment de la guerra contra el regne de Granada.
Des de Toledo, Ferran IV es va dirigir a Còrdova, on els emissaris del rei d'Aragó li van anunciar que Jaume II el Just estava disposat per a començar el Setge d'al-Mariyya. A la ciutat de Còrdova el rei Ferran IV va discutir de nou el pla de campanya, ja que el seu germà l'infant Pere de Castella i de Molina, el seu oncle Joan de Castella i d'Aragó, Joan Manuel de Castella i Diego López V d'Haro, entre d'altres, s'oposaven al projecte de voltar la ciutat d'Algesires, ja que tots ells preferien saquejar i devastar la Vega de Granada mitjançant una sèrie d'atacs successius que desmoralitzaria als musulmans granadins. Això no obstant, la voluntat de Ferran IV va prevaldre i les tropes castellanolleoneses es van preparar per assetjar Algesires.
Els últims preparatius de la campanya van ser realitzats a la ciutat de Sevilla, a la qual Ferran IV va arribar a principis de juliol de 1309. Els queviures i subministraments acumulats a la ciutat de Sevilla per a l'exèrcit castellà-lleonès van ser traslladats pel riu Guadalquivir, i posteriorment per mar fins a Algesires.
El 21 de juliol, els estols combinats catalans i castellans, sota l'almirall Jaspert V de Castellnou van capturar a l'emirat de Gharnata la ciutat de Ceuta, que es va cedir a Abu-r-Rabí Sulayman ibn Yússuf, dels marínides del Marroc, que al seu torn va pactar amb Nasr ibn Muhammad i va abandonar la lluita contra Granada, però l'estol d'Eimeric de Bellveí li va impedir ajudar els granadins.

## El setge de Gibraltar
El dia 27 de juliol de 1309 una part de l'exèrcit castellà-lleonès es trobava davant els murs de la ciutat d'Algesires, i tres dies després, el dia 30 de juliol, van arribar el rei Ferran IV de Castella i el seu oncle l'infant Joan de Castella i d'Aragó, acompanyats per nombrosos ricoshombres. Per la seva banda, el rei Jaume II d'Aragó va començar a assetjar la ciutat d'al-Mariyya el dia 15 d'agost, i el setge es va perllongar fins al dia 26 de gener de 1310.
Un cop començat el setge d'Algesires, el rei Ferran IV de Castella va enviar a Joan II Nunyez de Lara, Alonso Pérez de Guzmán, Fernando Gutiérrez Tello, arquebisbe de Sevilla, al concejo de la ciutat de Sevilla, i a Garci López de Padilla, Mestre de l'Orde de Calatrava a assetjar Gibraltar. La Crònica de Ferran IV refereix que les tropes del regne de Castella i Lleó van voltar la ciutat de Gibraltar i la van assetjar amb dues màquines de setge. I la mateixa crònica fa que les tropes de Ferran IV va estrènyer tant el setge que els musulmans no van poder resistir l'atac i van decidir rendir la plaça, encara que abans que fos ocupada per les tropes castellanolleoneses, aquestes van permetre que 1.125 musulmans abandonessin la ciutat.
El 12 de setembre de 1309 les tropes del rei Ferran IV de Castella ocupar Gibraltar. La  Crònica de Ferran IV  refereix que quan el sobirà castellà va fer la seva entrada a Gibraltar, un musulmà ancià li va dir el següent:
| « | Senyor, que em fas fora d'aqui; el teu besavi el rei Ferran quan va prendre Sevilla em va fer fora i vaig venir a viure a Xerès, i llavors va venor el rei Alfons, el teu avi, quan va prendre Xerès em va fer fora i vaig venir a viure a Tarifa, i pensant que estava segur, va venir el rei Sanç, el teu pare, i va prendre Tarifa i em va fer fora, i vai venir a viure aquí a Gibraltar, creient que no estaria tant segur en terra musulmana d'aquest costat del mar com aquí. Però com veig que no puc viure en cap d'aquestos llocs, travessaré el mar i m'aniré a viure on visqui tranquil i visqui la resta dels meus dies. | » |

Després de la conquesta de la ciutat de Gibraltar, Ferran IV de Castella va ordenar la reparació de les seves muralles, que s'havien vist afectades pel setge, i la construcció d'una nova torre. Al mateix temps, el monarca va disposar l'edificació d'una drassana a Gibraltar, que hauria de servir de refugi a les naus. Uns mesos després, el dia 31 de gener de 1310, Ferran IV va concedir a Gibraltar un fur per tal d'incentivar la repoblació i l'enriquiment de la ciutat. En els mesos de febrer i març de 1310 Ferran IV va recompensar a la ciutat de Sevilla, les milícies concejiles s'havien distingit en la conquesta de Gibraltar, mitjançant la concessió d'una sèrie de privilegis.